# Ettore Borgia
Ettore Borgia (Velletri, 1802 – Gioiosa Marea, 11 luglio 1892) è stato un politico italiano.

## Biografia
Ettore Borgia, figlio di Camillo Borgia e Adelaide Quainson (o Quenson), apparteneva alla famiglia nobile dei Borgia di Velletri. Nel 1812, a soli dieci anni, dovette trasferirsi su ordine delle autorità francesi al collegio militare di La Flèche in Francia, nonostante i tentativi della famiglia di farlo esonerare. 
Tornato a Velletri quasi trentenne prese la guida della famiglia insieme alla madre. Non sembra aver contratto mai matrimonio e non ebbe figli, per cui fu l'ultimo discendente diretto dei Borgia di Velletri.
Tra il 1840 e il 1849 Ettore Borgia ricoprì più volte la carica di Gonfaloniere di Velletri. Nel 1847 fu posto al comando del battaglione della guardia civica della città con il grado di tenente colonnello. Nel 1849 aderì alla Repubblica Romana e fu nominato Preside della Provincia di Marittima.
Nel 1867 dopo l'entrata a Velletri di Giovanni Nicotera con i suoi volontari, fu nominato membro della giunta municipale. Dopo la sconfitta di Garibaldi a Mentana fu costretto ad abbandonare la città e a seguire Nicotera durante la sua ritirata. Nel 1870 ricoprì, dopo l'annessione dello Stato pontificio al Regno d'Italia, la carica di Presidente della Giunta provvisoria governativa della Provincia di Roma. Dopo lo scioglimento di questo organo provvisorio si ritirò dalla politica attiva e assunse la carica di presidente dell'asilo d'infanzia di Velletri cercando di garantirne in tutti i modi il finanziamento e la sopravvivenza.
Ettore Borgia morì nel 1892 a San Giorgio di Gioiosa Marea presso l'abitazione del nipote.